# Bathyaulax monteiroii
Bathyaulax monteiroii är en stekelart som först beskrevs av Cameron 1909.  Bathyaulax monteiroii ingår i släktet Bathyaulax och familjen bracksteklar. Inga underarter finns listade.